# Gryteryds socken
Gryteryds socken i Småland ingick i Västbo härad i Finnveden, ingår sedan 1971 i Gislaveds kommun och motsvarar från 2016 Gryteryds distrikt.
Socknens areal är 40,01 kvadratkilometer, varav land 36,35. År 2000 fanns här 196 invånare. Kyrkbyn Gryteryd med sockenkyrkan Gryteryds kyrka ligger i socknen. 

## Administrativ historik
Gryteryds socken har medeltida ursprung.
Vid kommunreformen 1862 övergick socknens ansvar för de kyrkliga frågorna till Gryteryds församling och för de borgerliga frågorna till Gryteryds landskommun. Landskommunen inkorporerades 1952 i Burseryds landskommun, som sedan 1974 uppgick i Gislaveds kommun. Församlingen uppgick 2014 i Burseryds församling. 
1 januari 2016 inrättades distriktet Gryteryd, med samma omfattning som församlingen hade 1999/2000.  
Socknen har tillhört samma fögderier och domsagor som Västbo härad. De indelta soldaterna tillhörde Jönköpings regemente, Södra Västbo kompani.

## Geografi och natur
Gryteryds socken ligger vid Hallandsgränsen med sjön Fegen i norr. Socknen är en småkuperad sjö- och mossrik skogsbygd. De största insjöarna är Hurven som delas med Sandviks socken och Hensjön.
Fegen är även namnet på ett naturreservat som ingår i EU-nätverket Natura 2000 och som delas med Burseryds socken i Gislaveds kommun, Kalvs och Håckviks socknar i Svenljunga kommun samt Gunnarps socken i Falkenbergs kommun.

## Fornminnen
Några stenåldersboplatser, några gravrösen från bronsåldern, och gravar samt ett gravfält från järnåldern finns här. En offerkälla, Sisslekällan finns här också.

## Befolkningsutveckling
Befolkningen ökade från 276 1810 till 501 1880 varefter den minskat stadigt till 200 1990.

## Namnet
Namnet (1337 Grytorydh), taget från kyrkbyn, har förledet gryta/gryt, stenig mark, och efterledet ryd, röjning.